# Chris Harmse
Chris Harmse (ur. 31 maja 1973) – południowoafrykański lekkoatleta specjalizujący się w rzucie młotem.
W 1997 zdobył złoty medal mistrzostw krajów Afryki południowej. Pierwsze duże międzynarodowe sukcesy odniósł w 1998 roku kiedy zdobył tytuł mistrza Afryki i wywalczył brązowy medal igrzysk Wspólnoty Narodów. W kolejnym sezonie wygrał igrzyska afrykańskie oraz zajął odległą lokatę na uniwersjadzie i mistrzostwach świata. Reprezentował Afrykę w pucharze świata w 2002 roku – w tym samym roku drugi raz w karierze wygrał czempionat Czarnego Lądu. W 2003 obronił złoto igrzysk afrykańskich, a w 2004 tytuł mistrza Afryki. Występował na mistrzostwach świata w 2005 jednak odpadł w eliminacjach. Stanął na najniższym stopniu podium igrzysk Wspólnoty Narodów w 2006 roku, a po tym sukcesie zdobył czwarty złoty krążek mistrzostw Afryki. Nie wywalczył awansu do finału mistrzostw świata  oraz wygrał kolejne igrzyska afrykańskie (2007). W 2008 ponownie był najlepszy na mistrzostwach Afryki. Nie zaliczył żadnej próby w eliminacjach na mistrzostwach świata w Berlinie (2009). W sezonie 2010 został wicemistrzem Afryki oraz zdobył pierwsze w karierze złoto igrzysk Wspólnoty Narodów. Rok później wywalczył srebro igrzysk afrykańskich. W 2012 ponownie zdobył złoty medal mistrzostw Afryki. 
Wielokrotnie stawał na podium mistrzostw Republiki Południowej Afryki (także w rzucie dyskiem). W latach 1996–2011 zdobył kolejno 16 złotych medali mistrzostw kraju w rzucie młotem, jest to rekordowa seria w historii lekkoatletyki w Republice Południowej Afryki. Czternastokrotnie ustanawiał rekord RPA w rzucie młotem.
Rekord życiowy: 80,63 (15 kwietnia 2005, Durban) – rekord RPA, do 2014 rekord Afryki.

## Osiągnięcia
| Rok  | Impreza                    | Miejsce           | Lokata            | Wynik |
| ---- | -------------------------- | ----------------- | ----------------- | ----- |
| 1998 | Mistrzostwa Afryki         | Dakar             | 1. miejsce        | 72,11 |
| 1998 | Igrzyska Wspólnoty Narodów | Kuala Lumpur      | 3. miejsce        | 72,83 |
| 1998 | Puchar świata              | Johannesburg      | 7. miejsce        | 68,34 |
| 1999 | Uniwersjada                | Palma de Mallorca | 13. miejsce       | 70,18 |
| 1999 | Mistrzostwa świata         | Sewilla           | el. – 30. miejsce | 71,57 |
| 1999 | Igrzyska afrykańskie       | Johannesburg      | 1. miejsce        | 74,75 |
| 2001 | Uniwersjada                | Pekin             | 5. miejsce        | 76,07 |
| 2002 | Mistrzostwa Afryki         | Tunis             | 1. miejsce        | 76,07 |
| 2002 | Puchar świata              | Madryt            | 4. miejsce        | 77,16 |
| 2003 | Igrzyska afrykańskie       | Abudża            | 1. miejsce        | 75,17 |
| 2003 | Igrzyska afro-azjatyckie   | Hajdarabad        | 1. miejsce        | 75,67 |
| 2004 | Mistrzostwa Afryki         | Brazzaville       | 1. miejsce        | 75,90 |
| 2005 | Mistrzostwa świata         | Helsinki          | el. – 15. miejsce | 74,37 |
| 2006 | Mistrzostwa Afryki         | Bambous           | 1. miejsce        | 77,55 |
| 2006 | Igrzyska Wspólnoty Narodów | Melbourne         | 3. miejsce        | 73,81 |
| 2006 | Puchar świata              | Ateny             | 7. miejsce        | 73,94 |
| 2007 | Igrzyska afrykańskie       | Algier            | 1. miejsce        | 76,73 |
| 2007 | Mistrzostwa świata         | Osaka             | el. – 24. miejsce | 71,07 |
| 2008 | Mistrzostwa Afryki         | Addis Abeba       | 1. miejsce        | 77,72 |
| 2009 | Mistrzostwa świata         | Berlin            | –                 | NM    |
| 2010 | Mistrzostwa Afryki         | Nairobi           | 2. miejsce        | 72,56 |
| 2010 | Puchar interkontynentalny  | Split             | 7. miejsce        | 71,06 |
| 2010 | Igrzyska Wspólnoty Narodów | Nowe Delhi        | 1. miejsce        | 73,15 |
| 2011 | Igrzyska afrykańskie       | Maputo            | 2. miejsce        | 74,66 |
| 2012 | Mistrzostwa Afryki         | Porto-Novo        | 1. miejsce        | 77,22 |
| 2013 | Mistrzostwa świata         | Moskwa            | el. – 24. miejsce | 71,42 |
| 2014 | Mistrzostwa Afryki         | Marrakesz         | 2. miejsce        | 73,90 |
| 2014 | Puchar interkontynentalny  | Marrakesz         | 7. miejsce        | 71,71 |
| 2015 | Igrzyska afrykańskie       | Brazzaville       | 2. miejsce        | 73,49 |
| 2016 | Mistrzostwa Afryki         | Durban            | 2. miejsce        | 67,67 |